# Parnay (Maine-et-Loire)
Parnay település Franciaországban, Maine-et-Loire megyében. Lakosainak száma 377 fő (2022. január 1.). Parnay Souzay-Champigny, Turquant és Varennes-sur-Loire községekkel határos.

## Népesség
A település népességének változása:
| Lakosok száma | 342  | 312  | 438  | 482  | 482  | 451  | 431  | 424  | 408  | 377  |
|               | 1968 | 1982 | 1990 | 2006 | 2013 | 2015 | 2017 | 2019 | 2020 | 2022 |